# Philippe Schreck
Pour les articles homonymes, voir Schreck.
Philippe Schreck, né le 2 février 1972 à Verdun (Meuse), est un avocat et homme politique français.
Membre du Rassemblement national, il est élu député dans la 8e circonscription du Var lors des élections législatives de 2022. Il siège au sein du groupe RN et est membre de la commission des Finances de l'Assemblée nationale.
Il est également conseiller municipal d'opposition à Draguignan depuis 2020.

## Biographie
Il obtient son diplôme d'avocat en 1995, puis intègre le cabinet de son père, lui-même avocat. Il reprend le cabinet familial à la fin des années 2000 et en installe un second, à Brignoles. Il est bâtonnier de Draguignan de 2018 à 2020. Il est également président du Sporting Club de Draguignan dans les années 2000. Il est père de deux enfants.
Conseiller municipal d'opposition à Draguignan depuis 2020, il est candidat pour le Rassemblement national (RN) aux élections sénatoriales de 2020 dans le Var. Il est élu député RN de la huitième circonscription du Var en 2022. Il annonce se représenter aux élections législatives anticipées de 2024 dans la même circonscription et est réélu député.

## Controverses
Un journaliste du site d’information lecorrespondant.net dépose plainte en juin 2022 après avoir reçu des menaces répétées de proches de Philippe Schreck, dont sa collaboratrice et ex-épouse, à la suite de la parution d'un article évoquant des placements financiers risqués de la caisse des règlements pécuniaires des avocats lorsqu'il était bâtonnier,,.
Il a pour assistante parlementaire Maylis de Cibon, militante à la Cocarde étudiante et au sein du groupe néofasciste Luminis, étroitement lié au Groupe union défense (GUD). 
En septembre 2024, Philippe Schreck recrute Raphaël Ayma comme assistant parlementaire. Ce dernier, chef de file du mouvement néofasciste Tenesoun, est connu pour ses positions identitaires et son association avec des groupes d'extrême droite, notamment sa participation en juin 2023 à un événement en Espagne honorant Léon Degrelle, figure du fascisme belge,. À la suite de la diffusion de cette information dans la presse, le secrétaire général du groupe RN à l'Assemblée nationale, Renaud Labaye, impose à Philippe Schreck de rompre le contrat de ce collaborateur.

## Synthèse des résultats électoraux

### Élections législatives
| Année | Parti  | Parti | Circonscription | 1er tour | 1er tour | 1er tour | 2d tour | 2d tour | 2d tour | Issue |
| Année | Parti  | Parti | Circonscription | Voix     | %        | Rang     | Voix    | %       | Rang    | Issue |
| ----- | ------ | ----- | --------------- | -------- | -------- | -------- | ------- | ------- | ------- | ----- |
| 2022  |        | RN    | 8e du Var       | 15 474   | 30,66    | 1er      | 25 576  | 54,93   | 1er     | Élu   |
| 2024  | 38 433 | RN    | 8e du Var       | 53,55    | 1er      |          |         |         | Élu     |       |

### Élections municipales
Les résultats ci-dessous concernent uniquement les élections où il est tête de liste.
| Année | Liste | Liste | Commune    | 1er tour | 1er tour | 1er tour | Sièges obtenus | Sièges obtenus |
| Année | Liste | Liste | Commune    | Voix     | %        | Rang     | CM             | CC             |
| ----- | ----- | ----- | ---------- | -------- | -------- | -------- | -------------- | -------------- |
| 2020  |       | DVD   | Draguignan | 1 338    | 12,60    | 3e       | 2 / 39         | 1 / 20         |